# Charco de Cieno
Charco de Cieno este o arie protejată (arie specială de conservare — SAC, sit de importanță comunitară — SCI) din Spania întinsă pe o suprafață de 5,2 ha, integral pe uscat.

## Localizare
Centrul sitului Charco de Cieno este situat la coordonatele 28°05′53″N 17°20′51″W / 28.098°N 17.3475°V.

## Înființare
Situl Charco de Cieno a fost declarat sit de importanță comunitară în octombrie 1999 pentru a proteja un număr necunoscut de specii din flora spontană și fauna sălbatică aflate în arealul zonei. Situl a fost protejat și ca arie specială de conservare în ianuarie 2010.

## Biodiversitate
Situată în ecoregiunea , aria protejată conține 3 habitate naturale: Galerii și tufărișuri riverane sudice (Nerio-Tamaricetea și Securinegion tinctoriae), Dune mobile de-a lungul țărmului cu Ammophila arenaria („dune albe”), Lagune de coastă.
La baza desemnării sitului se află un număr nedeclarat de specii protejate.